# Quesnel Alphonse
Mons. Quesnel Alphonse, S.M.M. (1. prosince 1949, Port-au-Prince) je haitský katolický duchovní, člen kongregace Misionářů Tovaryšstva Mariina a biskup diecéze Fort-Liberté.

## Stručný životopis
Narodil se 1. prosince 1949 v Port-au-Prince. Vstoupil k Misionářům Tovaryšstva Mariina, kde dne 1. října 1972 složil své první sliby. Po ukončení studií filosofie a teologie v Semináři Notre-Dame d’Haïti v Port-au-Prince, byl dne 16. července 1977 vysvěcen na kněze a v říjnu stejného roku složil své věčné sliby.
Po vysvěcení byl do roku 1980 učitelem a ředitelem vysoké škole Panny Marie Lurdské v Port-de-Paix a poté byl ředitelem katechetického centra arcidiecéze Cap-Haïtien. Roku 1983 se stal mistrem montfortských noviců.
Roku 1986 odešel do Paříže, aby tam ukončil své studium na Katolickém institutu, kde se specializoval na katechezi.
Poté se vrátil zpět na Haiti. V letech 1988 až 1989 byl vedoucím seminaristů Misionářů Tovaryšstva Mariina a roku 1990 byl zvolen provincálem kongregace, do které patřil. Působil jako farář v Chansolme a v různých pastoračních funkcích.
Dne 10. listopadu 2012 byl jmenován pomocným biskupem arcidiecéze Port-au-Prince a titulárním biskupem Dionysianským. Biskupské svěcení přijal 22. prosince 2012 z rukou Guireho Poularda, spolusvětiteli byli François Colímon, S.M.M. a Chibly Langlois.
Dne 25. října 2014 byl zvolen biskupem Fort-Liberté.